# 味噌田楽

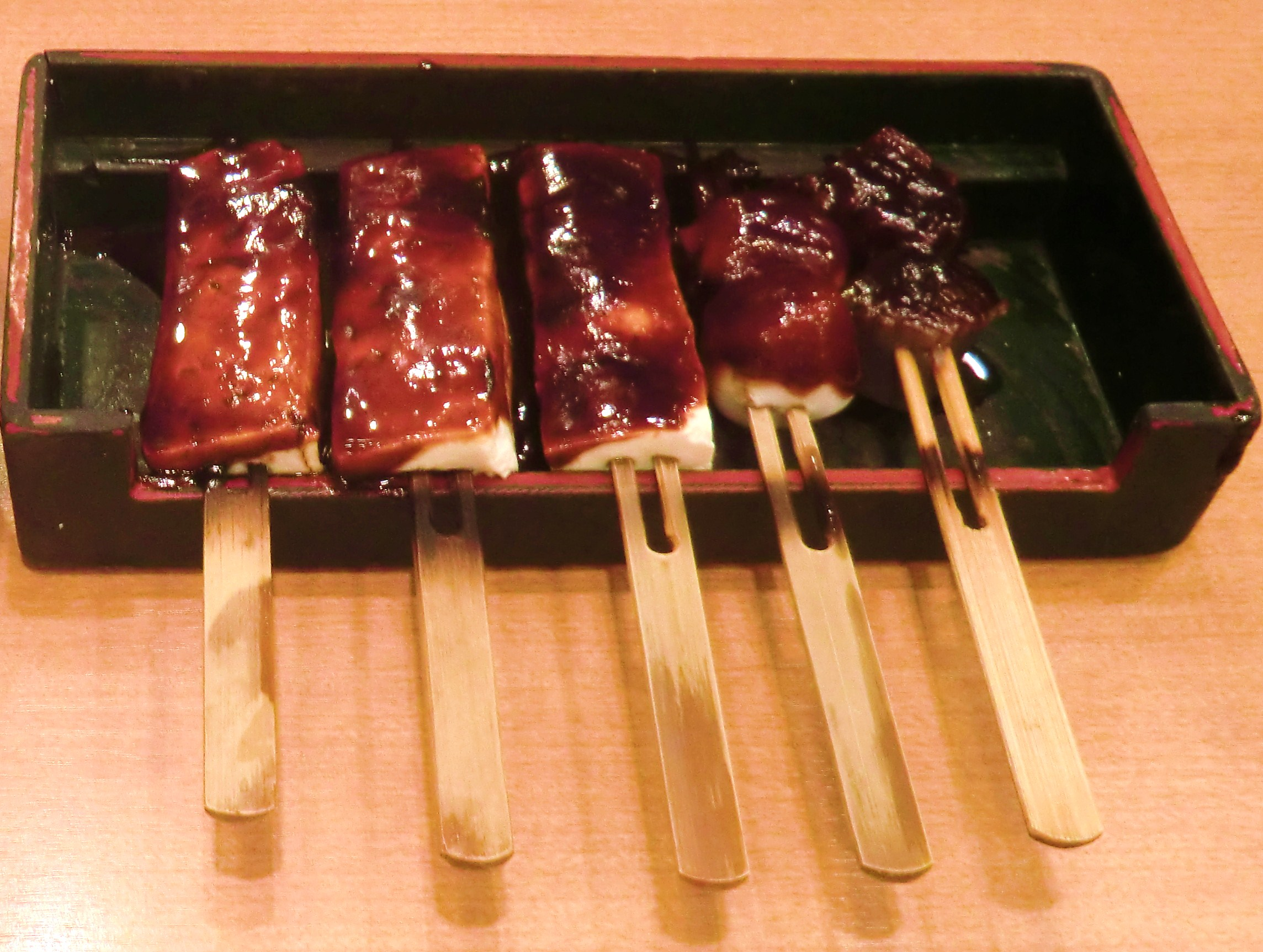
味噌田楽。左の3本が基本の豆腐。その右がサトイモなど。

味噌田楽（みそでんがく）は、豆腐、あるいは里芋、茄子、こんにゃくなどを串に刺して焼き、砂糖や味醂を配合し柚子や木の芽などで香りをつけた味噌を塗りつけた料理である。

## 概要
食材を串で刺した形を田楽法師に見立てて「田楽」と呼んでいるので、現在も串で刺すのが基本である。もともとの食材は豆腐であったので、現在でもそれが基本ではあるが、他にもサトイモ・ナス・こんにゃくなどの他、好みの食材が使われることもある。串で焼いた食材に味噌を塗りつけたあと香味を引き立てるために再度かるくあぶる場合もある。また江戸時代になって短気な江戸っ子が焼く時間すら待てず茹でるものも現れたが、これは亜流である。
魚も同様に調理する事があり、それは「魚田（ぎょでん）」とも呼ぶ。「田」は田楽の略である。

## 歴史
平安時代末期に中国より豆腐が伝来し、拍子木型に切った豆腐を串刺しにして焼いた料理が生まれた。その後室町時代になると調味技術が進歩し、すり鉢の登場によって味噌がすり潰されて調味料として使われるようになり、永禄年間（1558年-1570年）頃には焼いた豆腐に味噌をつけた料理が流行、はじめは唐辛子味噌だったものがのち調味味噌となる。その料理の白い豆腐を串にさした形が、田植えの時に田の神を祀り豊作を祈願する田楽の、白い袴をはき一本足の竹馬のような高足に乗って踊る田楽法師に似ているため「田楽」の名になったという。「田楽」という呼び名の始めを、貞和6年（1350年）の祇園神社の記録とする説、永享9年（1437年）の『蔭涼軒日録』 が初見とする説、興福寺と東大寺の僧語とする説があり、室町時代後期の連歌師宗長の日記『宗長手記』上巻に「田楽」、下巻の大永6年（1526年）12月条に「田楽たうふ」とある。さらに、江戸時代初期の笑話集『醒睡笑』には、田楽法師が下に白袴をつけ、上に色ある物をうちかけ、鷺足に乗って踊る姿が、白い豆腐に味噌を塗る形に似ているという具体的な叙述が見られる。また江戸時代には以下の川柳が詠まれ、豆腐に味噌をつけて焼く田楽の語源を伝えている。
田楽は 昔は目で見 今は食ひ
それまでは、寒さをしのぐ冬の食べ物であったが、寛永年間（1624年-1645年）の頃には腰掛茶屋の菜飯につきものとなり、京都では祇園豆腐に木の芽味噌を塗り、春の訪れを知らせる木の芽田楽が評判になる。江戸の田楽は串は一本だが、上方では股のある二本刺しを用い、以下のような京唄がある。
二本差しても柔らかい祇園豆腐の二軒茶屋
近江国目川（現在の滋賀県栗東市目川）の菜飯田楽は、串に刺した豆腐に葛を引き味噌を付けて焼いた田楽に菜飯を組み合わせ、東海道を行く旅人に好評だった。江戸では、寛保年間（1741年-1743年）の頃には、この目川の菜飯田楽を商う店が浅草近辺に多くあり、宝暦7年（1757年）頃には千住真崎稲荷の境内に、8軒並んで田楽茶屋があって繁盛していたという。また江戸では、外で手軽に食べる料理が発達しており、「上燗おでん」の振売が「おでん 辛いの」と呼びながら売り歩いた。味噌田楽は花見の時にも人気の食品であった。
短冊の 豆腐も売れる 花の山
江戸時代に豆腐料理は人気であり、天明2年（1782年）には『豆腐百珍』が刊行されベストセラーとなった。田楽はこれに収録の豆腐料理の 30パーセント近くを占め、元来は豆腐料理であったが、文化・文政年間（1804年-1830年）になると、大根、蕪、芋、れんこんを素材とした野菜田楽があらわれ、こんにゃく、里芋、しいたけなどの様々な物を素材として食べる料理となっていった。山間部などでは里芋や川魚を主体にした串焼きに近い田楽が供されている地域も多い。

## 各地の味噌田楽
現在では味噌田楽は、醤油味のだし汁で煮込んだおでんとともに、日本全国で食べられポピュラーな料理になっている。また、郷土料理や名物料理といわれる味噌田楽が各地に伝えられている。
東北地方においては、岩手県の北部一帯では昔からハレの日には豆腐の味噌田楽を食べることが多く、手作りの豆腐を短冊にし串に刺して囲炉裏の火のまわりに立てて、あぶってにんにく味噌をつけ熱いところを食べる。味噌にはにんにくの他、山椒、根生姜などを加えることもあり、三陸海岸の久慈市や野田村・岩泉町などでは町おこしにも役立てられている。福島県では会津若松の名物料理のひとつに、鰊、生揚、里芋、こんにゃく、餅などを竹串に刺し独自の味噌を付けて炭火であぶった田楽があり、白虎隊の隊士や新撰組の土方歳三も食べたという「お秀茶屋」などの田楽茶屋では、囲炉裏の周りに田楽を楽しみにやってきた多くの人が集まる。

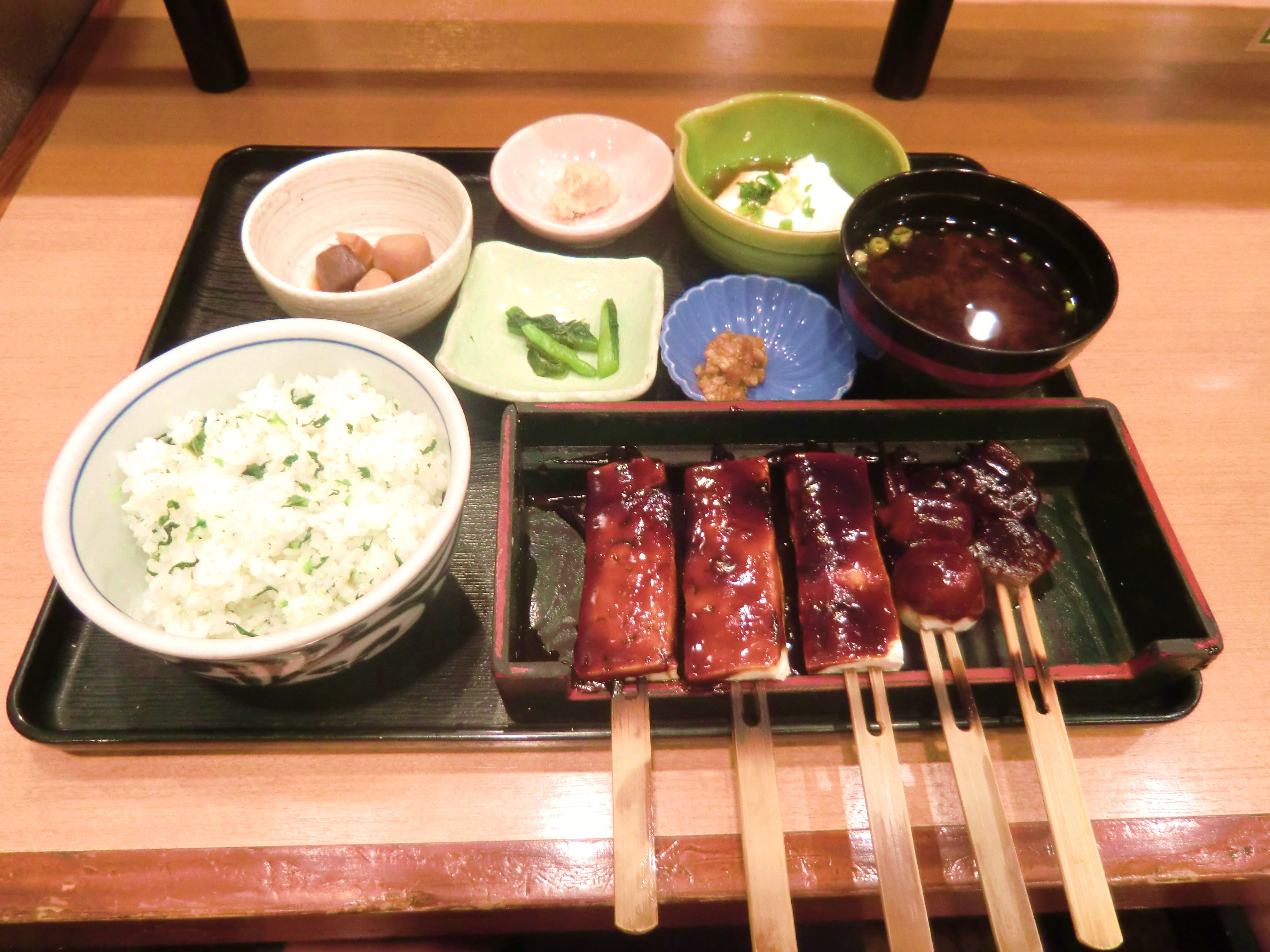
菜飯田楽の一例。愛知県豊橋市の飲食店にて

東海地方では、東は静岡県浜松市あたりから西は愛知県岡崎市にかけて菜飯田楽を出す店が多く、他にも静岡県菊川市や愛知県犬山市、岐阜県岐阜市の岩井山付近などでも菜飯田楽が知られており、かなり遠方からも客が通う店がある。特に愛知県豊橋市には文政年間（1818年-1830年）創業の「きく宗」 があり、東海道五十三次の吉田宿の名物料理のひとつであったと言われる赤味噌の豆腐の田楽と菜飯をセットにした菜飯田楽を、現在も地元の名物料理として前面に出している。

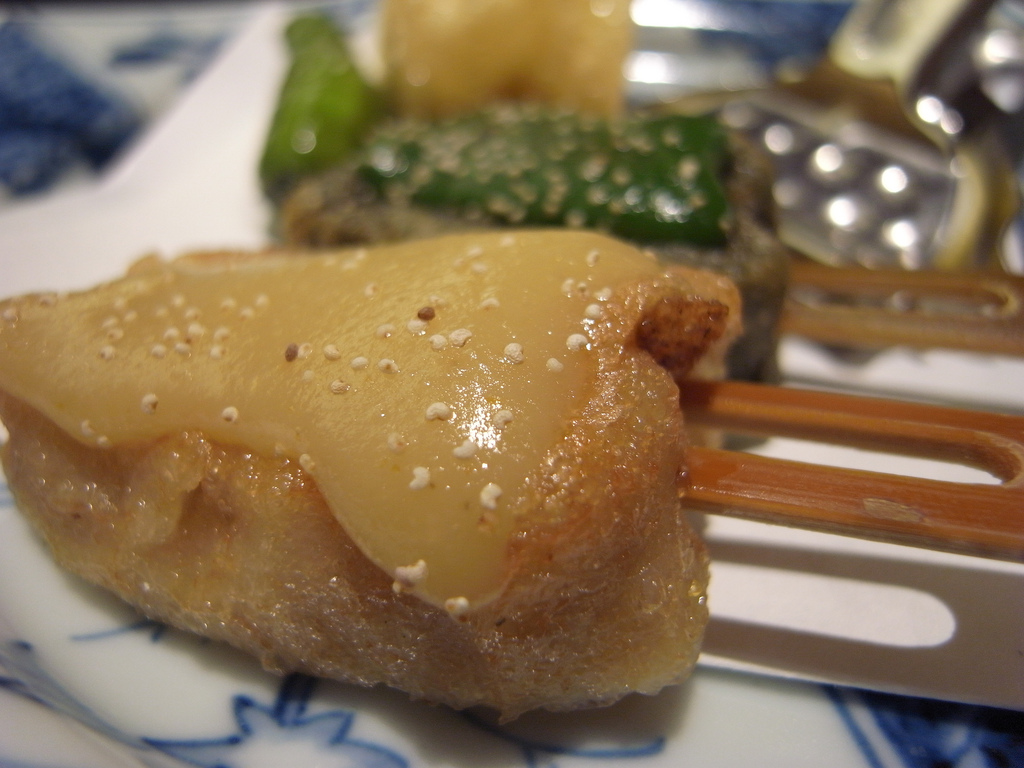
生麩に柚子味噌

同じ愛知県の津島市には、尾張地方中南部の名物でもある生麩を揚げて赤味噌を塗った「麩田楽」がある。
三重県伊賀市でも、文政13年（1830年）創業の「田楽座わかや」が、一子相伝でその技術を代々受け継ぎ、伊賀名物の「豆腐でんがく」を作りつづけ老舗の味を守っている。
1,000年の都である京都では、八坂神社南楼門前の2軒の腰掛茶屋のうち鳥居西側にあった「藤屋」は明治時代に廃絶したものの、東側の柏屋（現在の二軒茶屋「中村楼」）が京名物の祇園豆腐を今に伝えている。
九州では、大分県や熊本県の郷土料理として田楽が伝えられており、なかでも阿蘇地方の田楽は、豆腐のほか、鶴の子芋と呼ばれる里芋に加え、サワガニやヤマメなどを使ったこの地方独特の野趣あふれる田楽である。

## 煮込み田楽

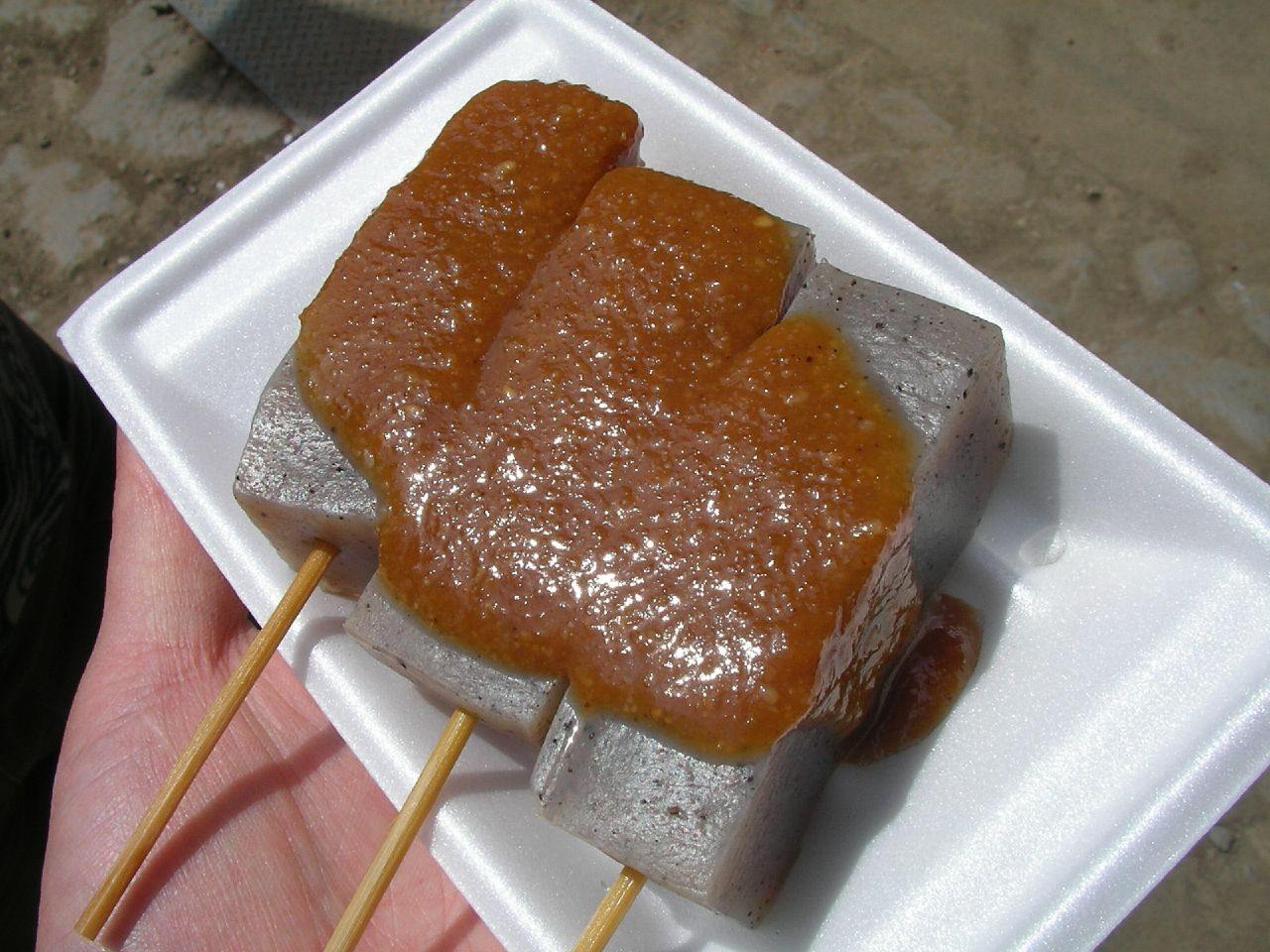
煮込み

江戸時代には煮込み田楽が登場し、素材を出汁の中で温めてから甘味噌を付けて食べるようになった。

### おでんの誕生
江戸では、近郊の銚子や野田で醤油の醸造が盛んになっており、かつおだしに醤油や砂糖、みりんを入れた甘い汁で煮込むようになり、「おでん」が登場した。
江戸っ子は気が短いので、屋台で注文してから焼くことはもちろん味噌を付けることも待っていられず、また「ミソを付ける」に通じてゲンが悪いので、おでんは屋台で売られるなど大いに流行しながら各地へ広がっていった。